# Операция „Инфекция“
Операция „Инфекция“ е активно мероприятие на съветския Комитет за държавна сигурност (КГБ) в средата на 80-те години на XX век. То представлява мащабна дезинформационна кампания, целяща да популяризира конспиративната теория, че заболяването СПИН е създадено и разпространявано от правителството на Съединените американски щати.
Целта на операцията е да насърчава антиамериканизма, да предизвиква недоволство от американските военни бази в чужбина и да отклонява вниманието от съветската програма за разработване на биологични оръжия.
Операцията започва през лятото на 1983 година, когато в малък контролиран от КГБ индийски вестник е публикувано съобщение за анонимно писмо, според което СПИН е създаден в американската биологична лаборатория „Форт Детрик“ и предстои да бъде пренесен в Пакистан, застрашавайки Индия с тежка епидемия. Две години по-късно КГБ решава да превърне кампанията в международна и ангажира с нея и съюзнически тайни служби, сред които източногерманската Щази и българската Държавна сигурност. През следващите месеци КГБ организира множество публикации в печата, позоваващи се първо на статията в индийския вестник, а след това и една на друга, които популяризират конспиративната теория. Такива публикации излизат в повече от 80 страни по целия свят, главно в леви и прокомунистически издания.
Българската Държавна сигурност участва в операцията със собствен принос. Тя се опитва да разшири основната теория с инсинуацията, че Турция важен център на разпространение на СПИН, заради американските военни бази там. Наред с публикации в български вестници, като „Народна армия“, „Земеделско знаме“ и „Орбита“, службата организира и публикуването на фалшиви новини за болен от СПИН хомосексуален в Крит, където също има американска военна база. Те излизат във вестници както в Гърция, така и в Испания, като Държавна сигурност се опитва да създаде напрежение между двете страни, смятайки, че те са предразположени към това като конкуренти в областта на туризма.
Конспиративната теория, разпространявана от Операция „Инфекция“, е изцяло отхвърлена от световната научна общност и предизвиква дипломатически протести от американска страна. През 1987 година, в контекста на подобряващите се съветско-американски отношения, операцията е прекратена. През 1992 година ръководителят на руското разузнаване Евгений Примаков признава, че кампанията е организирана от КГБ.